# Volley Millenium Brescia 2020-2021
Questa voce raccoglie le informazioni riguardanti la Volley Millenium Brescia nelle competizioni ufficiali della stagione 2020-2021.

## Stagione
Nella stagione 2020-21 la Volley Millenium Brescia assume la denominazione sponsorizzata di Banca Valsabbina Millenium Brescia.
Raggiunge gli ottavi di finale nella Supercoppa italiana, eliminata dalla Savino Del Bene.
Partecipa per la terza volta alla Serie A1; chiude la regular season di campionato al tredicesimo posto in classifica, retrocedendo in Serie A2.

## Organigramma societario
Area direttiva
- Presidente: Roberto Catania

Area tecnica
- Allenatore: Enrico Mazzola (fino al 26 gennaio 2021), Stefano Micoli (dal 28 gennaio 2021)
- Allenatore in seconda: Andrea Carasi

## Rosa
| N° | Nome                 | Ruolo | Data di nascita   | Nazionalità sportiva |
| -- | -------------------- | ----- | ----------------- | -------------------- |
| 2  | Chiara Sala          | L     | 12 aprile 2003    | Italia               |
| 3  | Marta Bechis         | P     | 4 settembre 1989  | Italia               |
| 5  | Giulia Angelina      | S     | 26 febbraio 1997  | Italia               |
| 6  | Marrit Jasper        | S     | 28 febbraio 1996  | Paesi Bassi          |
| 7  | Ylenia Pericati      | L     | 22 marzo 1994     | Italia               |
| 9  | Lea Cvetnić          | S     | 2 febbraio 1999   | Croazia              |
| 10 | Francesca Parlangeli | L     | 23 febbraio 1990  | Italia               |
| 11 | Ulrike Bridi         | P     | 24 luglio 1998    | Italia               |
| 12 | Federica Biganzoli   | S     | 5 novembre 1987   | Italia               |
| 13 | Saskia Hippe         | O     | 16 gennaio 1991   | Germania             |
| 14 | Alexandra Botezat    | C     | 3 agosto 1998     | Italia               |
| 15 | Beatrice Berti       | C     | 12 gennaio 1996   | Italia               |
| 16 | Tiziana Veglia       | C     | 13 settembre 1992 | Italia               |
| 17 | Clara Decortes       | O     | 7 marzo 1996      | Italia               |
| 18 | Anna Nicoletti       | O     | 3 gennaio 1996    | Italia               |

## Mercato
| Acquisti | Acquisti          | Acquisti         | Acquisti   |
| R.       | Nome              | da               | Modalità   |
| -------- | ----------------- | ---------------- | ---------- |
| S        | Giulia Angelina   | Filottrano       | definitivo |
| C        | Beatrice Berti    | UYBA             | definitivo |
| C        | Alexandra Botezat | Imoco            | definitivo |
| S        | Lea Cvetnić       | Academy Sassuolo | definitivo |
| O        | Clara Decortes    | Adolfo Consolini | definitivo |
| O        | Saskia Hippe      | Olympiakos       | definitivo |
| S        | Marrit Jasper     | PTSV Aachen      | definitivo |
| O        | Anna Nicoletti    | Filottrano       | definitivo |
| L        | Ylenia Pericati   | Helvia Recina    | definitivo |
| C        | Tiziana Veglia    | Casalmaggiore    | definitivo |

| Cessioni | Cessioni             | Cessioni          | Cessioni   |
| R.       | Nome                 | a                 | Modalità   |
| -------- | -------------------- | ----------------- | ---------- |
| O        | Clara Decortes       | Roma Club         | definitivo |
| S        | Alice Degradi        | Cuneo Granda      | definitivo |
| C        | Marianna Fiocco      | Nova Southeastern | definitivo |
| C        | Monica Mazzoleni     | Talmassons        | definitivo |
| O        | Camilla Mingardi     | UYBA              | definitivo |
| L        | Francesca Parlangeli | RC Cannes         | definitivo |
| S        | Jessica Rivero       | Legionovia        | definitivo |
| S        | Laura Saccomani      | Megavolley        | definitivo |
| S        | María Segura         | MTV Stoccarda     | definitivo |
| C        | Symone Speech        | Potsdam           | definitivo |
| C        | Kelsey Veltman       | Potsdam           | definitivo |

## Risultati

### Serie A1

#### Girone di andata
| 1ª giornata - 20 settembre 2020 PalaSanbapolis, Trento            | Trentino Rosa     | 3 - 0 | Millenium Brescia     | 25-18, 26-24, 25-19               |
| 2ª giornata - 27 settembre 2020 PalaGeorge, Montichiari           | Millenium Brescia | 2 - 3 | San Casciano          | 25-21, 19-25, 25-18, 23-25, 12-15 |
| 4ª giornata - 11 ottobre 2020 PalaGeorge, Montichiari             | Millenium Brescia | 0 - 3 | Imoco                 | 15-25, 16-25, 13-25               |
| 5ª giornata - 21 ottobre 2020 PalaGeorge, Montichiari             | Millenium Brescia | 1 - 3 | UYBA                  | 22-25, 25-23, 16-25, 21-25        |
| 6ª giornata - 17 ottobre 2020 PalaTerdoppio, Novara               | AGIL              | 3 - 0 | Millenium Brescia     | 25-18, 25-16, 25-16               |
| 7ª giornata - 24 ottobre 2020 PalaGeorge, Montichiari             | Millenium Brescia | 0 - 3 | Chieri '76            | 22-25, 19-25, 20-25               |
| 8ª giornata - 28 novembre 2020 PalaCastagnaretta, Cuneo           | Cuneo Granda      | 3 - 2 | Millenium Brescia     | 25-20, 24-26, 20-25, 25-18, 16-14 |
| 9ª giornata - 1º novembre 2020 PalaGeorge, Montichiari            | Millenium Brescia | 3 - 1 | Bergamo               | 23-25, 25-15, 25-21, 25-16        |
| 10ª giornata - 4 novembre 2020 PalaRadi, Cremona                  | Casalmaggiore     | 3 - 2 | Millenium Brescia     | 25-21, 22-25, 20-25, 25-15, 15-9  |
| 11ª giornata - 8 novembre 2020 PalaGeorge, Montichiari            | Millenium Brescia | 2 - 3 | Wealth Planet Perugia | 21-25, 18-25, 25-19, 25-17, 13-15 |
| 12ª giornata - 15 novembre 2020 Palazzetto dello Sport, Scandicci | Savino Del Bene   | 3 - 2 | Millenium Brescia     | 25-13, 22-25, 25-18, 14-25, 15-13 |
| 13ª giornata - 21 novembre 2020 PalaGeorge, Montichiari           | Millenium Brescia | 0 - 3 | Pro Victoria          | 15-25, 19-25, 21-25               |

#### Girone di ritorno
| 14ª giornata - 16 dicembre 2020 PalaGeorge, Montichiari        | Millenium Brescia     | 2 - 3 | Trentino Rosa     | 23-25, 25-20, 22-25, 28-26, 12-15 |
| 15ª giornata - 7 marzo 2021 Nelson Mandela Forum, Firenze      | San Casciano          | 1 - 3 | Millenium Brescia | 25-20, 20-25, 23-25, 21-25        |
| 17ª giornata - 29 dicembre 2020 PalaVerde, Villorba            | Imoco                 | 3 - 0 | Millenium Brescia | 25-22, 25-23, 25-17               |
| 18ª giornata - 10 gennaio 2021 PalaPiantanida, Busto Arsizio   | UYBA                  | 3 - 1 | Millenium Brescia | 25-18, 25-23, 23-25, 25-21        |
| 19ª giornata - 16 gennaio 2021 PalaGeorge, Montichiari         | Millenium Brescia     | 0 - 3 | AGIL              | 19-25, 19-25, 16-25               |
| 20ª giornata - 31 gennaio 2021 PalaMaddalene, Chieri           | Chieri '76            | 3 - 0 | Millenium Brescia | 25-13, 25-19, 25-17               |
| 21ª giornata - 6 gennaio 2021 PalaGeorge, Montichiari          | Millenium Brescia     | 2 - 3 | Cuneo Granda      | 25-17, 20-25, 25-20, 23-25, 7-15  |
| 22ª giornata - 7 febbraio 2021 Palazzetto dello sport, Bergamo | Bergamo               | 3 - 1 | Millenium Brescia | 25-23, 23-25, 25-23, 25-21        |
| 23ª giornata - 14 febbraio 2021 PalaGeorge, Montichiari        | Millenium Brescia     | 3 - 1 | Casalmaggiore     | 25-20, 18-25, 25-23, 25-19        |
| 24ª giornata - 24 gennaio 2021 PalaEvangelisti, Perugia        | Wealth Planet Perugia | 3 - 1 | Millenium Brescia | 25-14, 25-18, 14-25, 25-20        |
| 25ª giornata - 21 febbraio 2021 PalaGeorge, Montichiari        | Millenium Brescia     | 2 - 3 | Savino Del Bene   | 14-25, 26-24, 25-20, 21-25, 12-15 |
| 26ª giornata - 27 febbraio 2021 Palazzetto dello Sport, Monza  | Pro Victoria          | 3 - 1 | Millenium Brescia | 25-23, 20-25, 25-13, 25-22        |

### Supercoppa italiana
| Ottavi di finale - 29 agosto 2020 Palazzetto dello Sport, Scandicci | Savino Del Bene | 3 - 1 | Millenium Brescia | 27-25, 25-27, 25-14, 25-23 |

## Statistiche

### Statistiche di squadra
| Competizione        | Punti | In casa | In casa | In casa | In trasferta | In trasferta | In trasferta | Totale | Totale | Totale |
| Competizione        | Punti | G       | V       | P       | G            | V            | P            | G      | V      | P      |
| ------------------- | ----- | ------- | ------- | ------- | ------------ | ------------ | ------------ | ------ | ------ | ------ |
| Serie A1            | 17    | 12      | 2       | 10      | 12           | 1            | 11           | 24     | 3      | 21     |
| Supercoppa italiana | -     | -       | -       | -       | 1            | 0            | 1            | 1      | 0      | 1      |
| Totale              | -     | 12      | 2       | 10      | 13           | 1            | 12           | 25     | 3      | 22     |

G = partite giocate; V = partite vinte; P = partite perse

### Statistiche dei giocatori
| Giocatore     | Serie A1 | Serie A1 | Serie A1 | Serie A1 | Serie A1 | Supercoppa italiana | Supercoppa italiana | Supercoppa italiana | Supercoppa italiana | Supercoppa italiana | Totale | Totale | Totale | Totale | Totale |
| Giocatore     | P        | PT       | AV       | MV       | BV       | P                   | PT                  | AV                  | MV                  | BV                  | P      | PT     | AV     | MV     | BV     |
| ------------- | -------- | -------- | -------- | -------- | -------- | ------------------- | ------------------- | ------------------- | ------------------- | ------------------- | ------ | ------ | ------ | ------ | ------ |
| G. Angelina   | 16       | 142      | 127      | 10       | 5        | 1                   | 1                   | 1                   | 0                   | 0                   | 17     | 143    | 128    | 10     | 5      |
| M. Bechis     | 24       | 50       | 27       | 17       | 6        | 1                   | 1                   | 0                   | 1                   | 0                   | 25     | 51     | 27     | 18     | 6      |
| B. Berti      | 20       | 173      | 109      | 58       | 6        | 0                   | 0                   | 0                   | 0                   | 0                   | 20     | 173    | 109    | 58     | 6      |
| F. Biganzoli  | 18       | 23       | 14       | 1        | 8        | 1                   | 0                   | 0                   | 0                   | 0                   | 19     | 23     | 14     | 1      | 8      |
| A. Botezat    | 17       | 38       | 20       | 10       | 8        | 1                   | 8                   | 7                   | 1                   | 0                   | 18     | 46     | 27     | 11     | 8      |
| U. Bridi      | 15       | 2        | 1        | 0        | 1        | 1                   | 0                   | 0                   | 0                   | 0                   | 16     | 2      | 1      | 0      | 1      |
| L. Cvetnić    | 22       | 203      | 181      | 9        | 13       | 1                   | 9                   | 7                   | 0                   | 2                   | 23     | 212    | 188    | 9      | 15     |
| C. Decortes   | 11       | 71       | 63       | 5        | 3        | 1                   | 1                   | 1                   | 0                   | 0                   | 12     | 72     | 64     | 5      | 3      |
| S. Hippe      | 9        | 40       | 28       | 7        | 5        | -                   | -                   | -                   | -                   | -                   | 9      | 40     | 28     | 7      | 5      |
| M. Jasper     | 24       | 313      | 282      | 17       | 14       | 1                   | 14                  | 14                  | 0                   | 0                   | 25     | 327    | 296    | 17     | 14     |
| A. Nicoletti  | 21       | 317      | 273      | 28       | 16       | 4                   | 22                  | 19                  | 3                   | 0                   | 22     | 339    | 292    | 31     | 16     |
| F. Parlangeli | 24       | 1        | 1        | 0        | 0        | 1                   | 0                   | 0                   | 0                   | 0                   | 25     | 1      | 1      | 0      | 0      |
| Y. Pericati   | 17       | 0        | 0        | 0        | 0        | 1                   | 0                   | 0                   | 0                   | 0                   | 18     | 0      | 0      | 0      | 0      |
| C. Sala       | 3        | 0        | 0        | 0        | 0        | 0                   | 0                   | 0                   | 0                   | 0                   | 3      | 0      | 0      | 0      | 0      |
| T. Veglia     | 19       | 86       | 49       | 29       | 8        | 1                   | 9                   | 4                   | 4                   | 1                   | 20     | 95     | 53     | 33     | 9      |

P = presenze; PT = punti totali; AV = attacchi vincenti; MV = muri vincenti; BV = battute vincenti